# فرهنگ تئاتر سوئیس
فرهنگ تئاتر سوئیس (آلمانی: Theaterlexikon der Schweiz) دانشنامه‌ای دربارهٔ تئاتر در سوئیس است که در سال ۲۰۰۵ میلادی در ۳ جلد منتشر شده‌است.
این دانشنامه ۳٫۶۰۰ مدخل دارد که به زندگی‌نامه‌ها، رویدادها، گروه‌ها، سازمان‌ها و موضوعات دیگر حوزهٔ تئاتر مرتبط هستند.
مدخل‌ها به زبان‌های آلمانی (۷۰٪)، فرانسوی (۲۰٪)، ایتالیایی (۶٪) و رومانیایی (۲٪) در دسترس هستند. مدخل‌های رومانیایی، به آلمانی ترجمه شده‌اند.
متن دانشنامه (بدون تصاویر) از سال ۲۰۱۲ میلادی به‌صورت برخط در دسترس است.